# 腿部推舉
腿部推舉，是一種負重訓練，主要鍛鍊腿部肌肉，包括股四頭肌、腿後腱、臀大肌和腓腸肌。
由於腿部肌肉是人體最大的肌肉群，經訓練後，一般都可以推舉自身體重的2至3倍重量。八屆世界健美先生羅尼·科爾曼就曾創出腿部推舉2,300英磅（1,000）的紀錄（超過自身體重的7倍）。

## 圖片

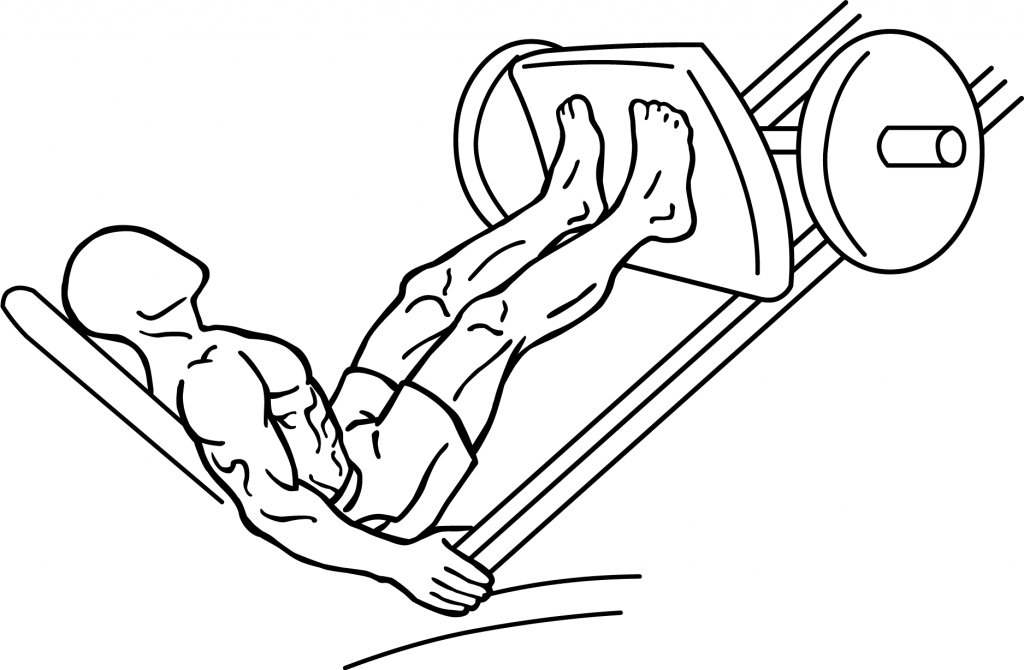
傾斜式腿推（起始）
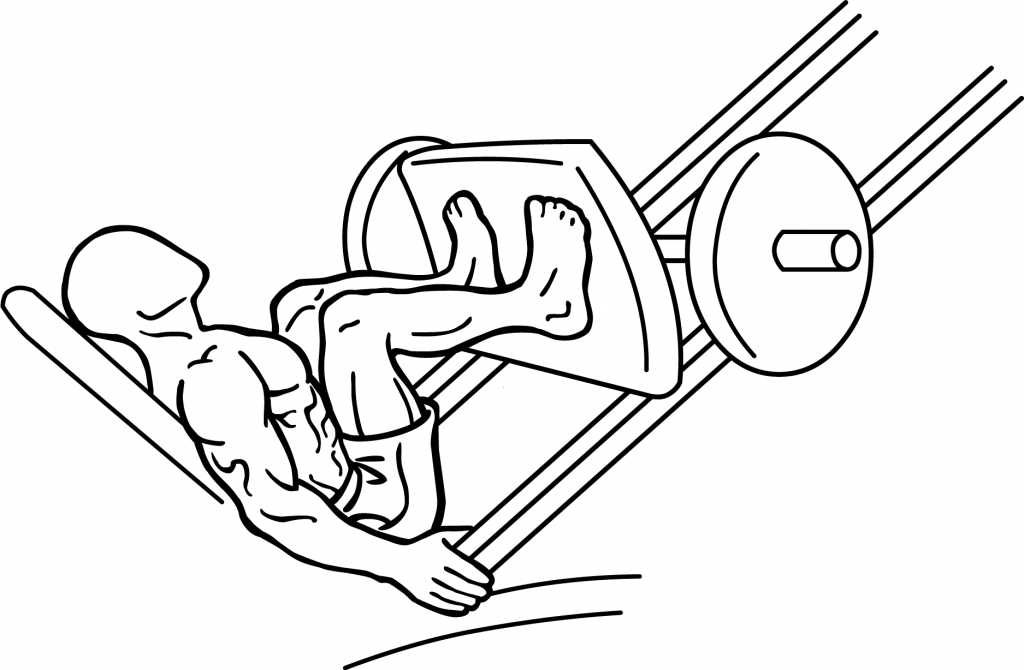
傾斜式腿推（完成）
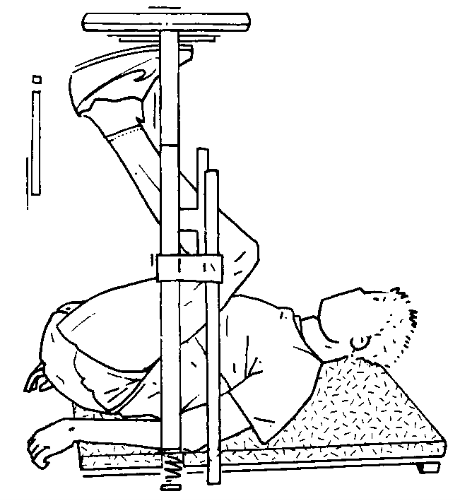
垂直式腿推（起始）
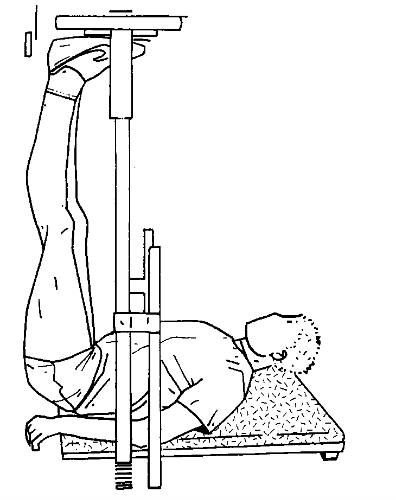
垂直式腿推（完成）